# Strada statale 45 bis Gardesana Occidentale
La strada statale 45 bis Gardesana Occidentale (SS 45 bis) è una strada provinciale e statale italiana.

## Storia
Il tratto Cremona-Brescia era un'antica Strada Postale chiamata Via Brixiana, già via publica romana facente anche funzione di cardo maximus nella centuriazione della zona.
Il tratto tra Salò e Gargnano è stato terminato intorno al 1914, mentre quello tra Gargnano e Riva del Garda è stato progettato nel 1926, finanziato con Regio Decreto-legge 23 novembre 1928, n. 2695 recante "Provvedimenti per la costruzione della strada da Gargnano a Riva di Trento" e realizzato tra il 1929 e il 1931 da un consorzio formato tra le province e comuni interessati. Quest'ultimo tratto, costato la cifra di L. 31.100.000, finanziati dallo Stato per il 60%, è stato fortemente voluto da Gabriele D'Annunzio, appoggiato da Benito Mussolini e progettato dall'ingegner Riccardo Cozzaglio. Prima del settembre 1931, mese in cui fu ultimata la strada, i paesi di Tremosine, di Tignale e di Limone erano raggiungibili solo tramite sentieri o via lago. La strada, inaugurata ufficialmente il 18 ottobre 1931, venne battezzata da Gabriele D'Annunzio col nome di "meandro" per via della sua tortuosità e dell'alternarsi delle buie gallerie e del lago azzurro.
La strada statale 45 bis "Gardesana Occidentale" venne istituita nel 1932, scorporando la tratta da Cremona a Trento della vecchia SS 45.

Nel 2008 su alcuni tratti della strada tra Tremosine e Limone sono state girate alcune scene dell'inseguimento iniziale del film Quantum of Solace.

## Descrizione
Ha origine a Cremona dalla strada statale 10 Padana Inferiore e termina a Trento innestandosi nella strada statale 12 dell'Abetone e del Brennero. Con una lunghezza complessiva di 154,160 km, il tracciato interessa le province di Cremona, Brescia e Trento.
Il tratto da Cremona a Brescia è pianeggiante e attraversa (direttamente o con varianti di recente realizzazione) i comuni di Persico Dosimo, Pozzaglio ed Uniti, Robecco d'Oglio, Pontevico, Bassano Bresciano, Manerbio, Bagnolo Mella, Poncarale e San Zeno Naviglio. Nel corso degli anni, sono state costruite diverse varianti che permettono di evitare l'attraversamento dei centri abitati. In questo tratto la strada corre nella pianura lombarda parallela all'Autostrada A21 e alla Ferrovia Brescia-Cremona. 
La strada entra nella città di Brescia al km 46, dove confluisce nella strada statale 11 Padana Superiore, con la quale coincide per un breve tratto; nei pressi di Rezzato si distacca dalla SS 11 con caratteristiche di superstrada sino a Roè Volciano, offrendo un rapido collegamento tra la città lombarda e il Lago di Garda.

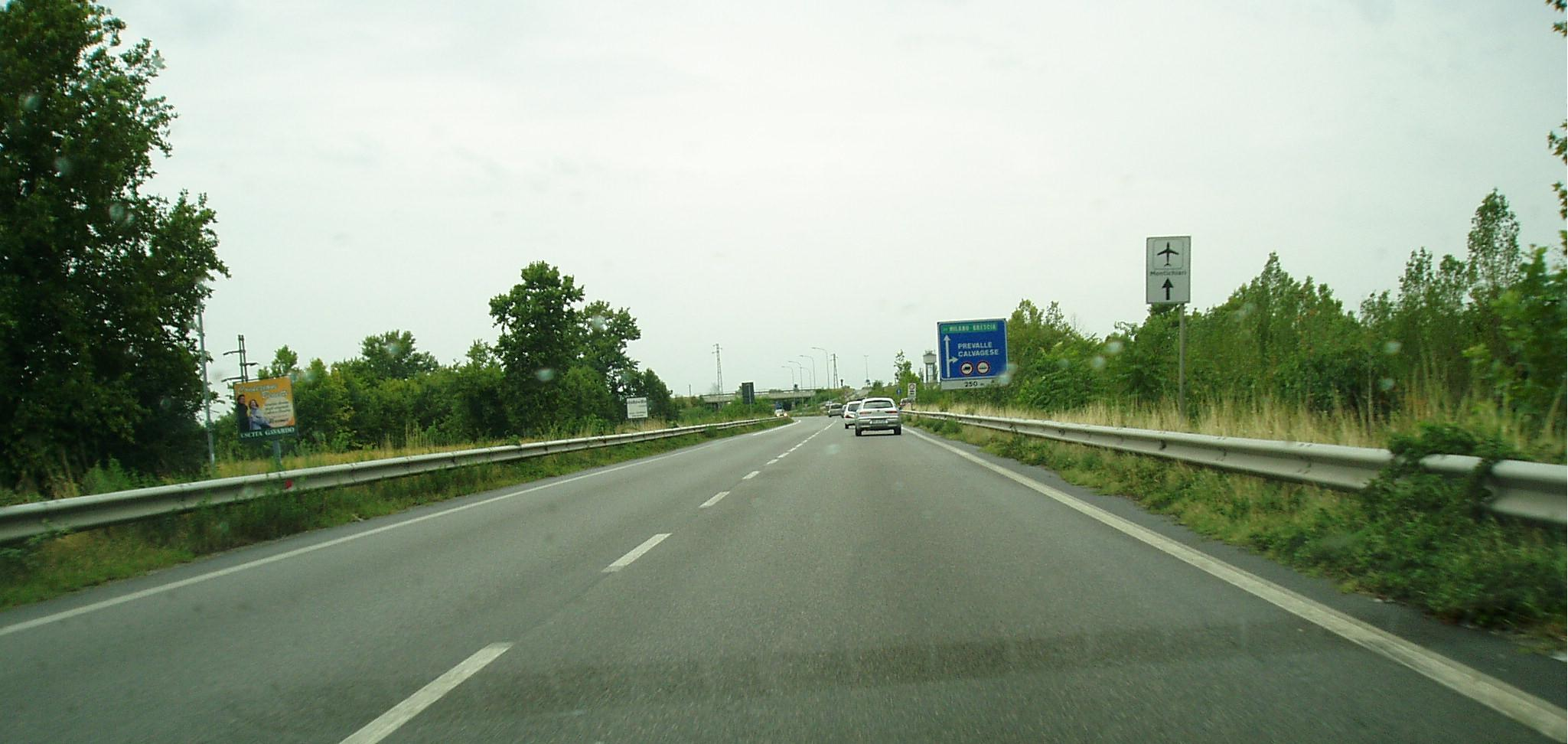
La strada statale nel tratto a scorrimento veloce nei pressi dello svincolo di Prevalle

Questo tratto, terminato negli anni novanta come variante al vecchio tracciato (odierna SP 116), evita l'attraversamento degli abitati di Mazzano, Nuvolera, Nuvolento, Paitone, Gavardo, Villanuova sul Clisi e Roè Volciano. I due tracciati si riuniscono poco prima di Salò. Nel tratto tra Salò e Riva del Garda la strada costeggia la sponda occidentale del Lago di Garda (da cui il nome) attraversando i comuni di Gardone Riviera, Toscolano Maderno, Gargnano, Tignale, Tremosine sul Garda ed entrando in Trentino dopo il comune di Limone sul Garda (km 106,848).

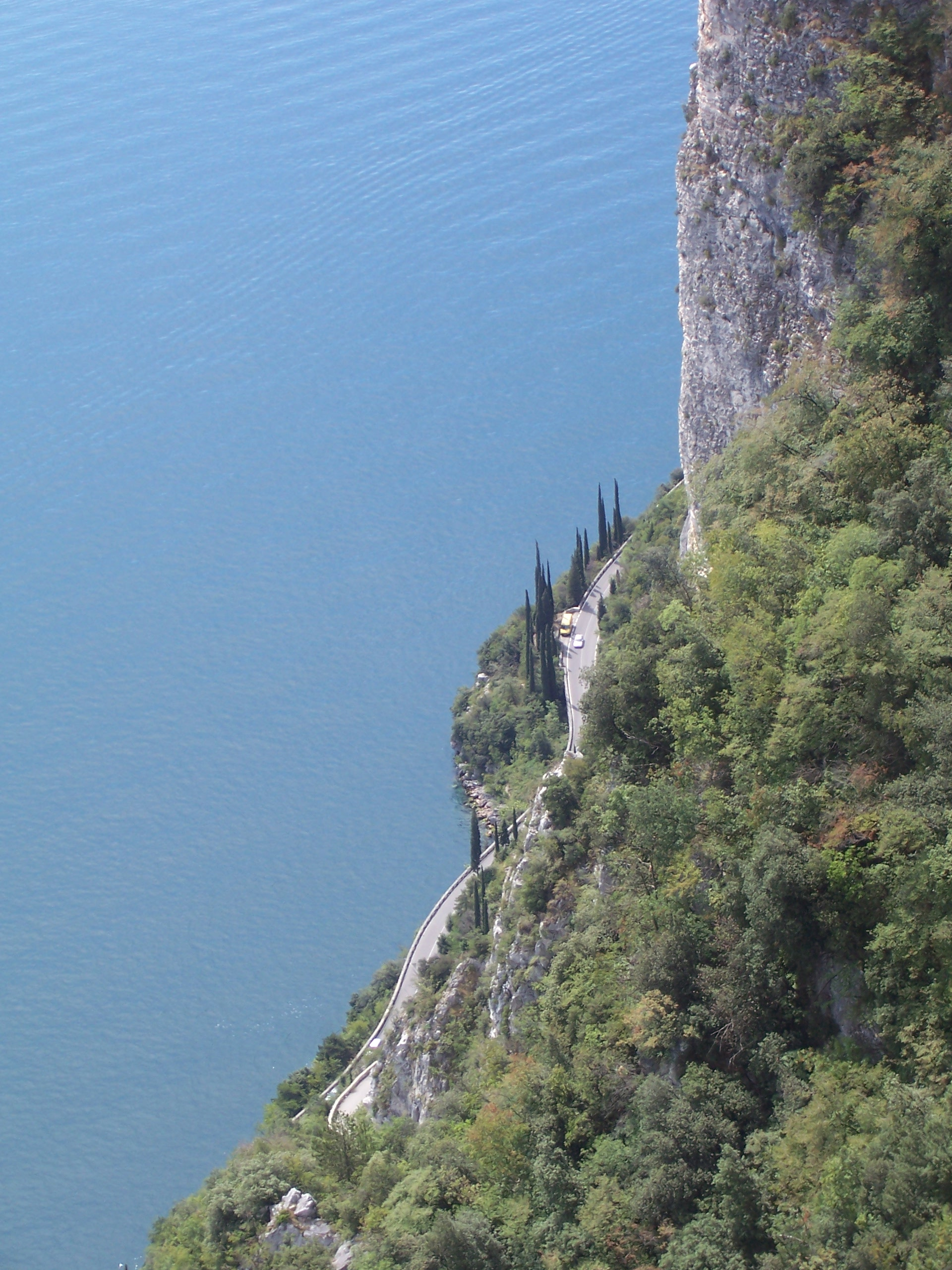
Gardesana Occidentale nei pressi di Tremosine

Tra Gargnano e Riva, a causa delle numerose gallerie scavate nella roccia, esistono particolari limitazioni di sagoma. Giunti a Riva la strada prosegue in direzione nord nella valle del Sarca passando per i comuni di Arco, Dro, Calavino (innesto strada statale 237 del Caffaro in località Sarche), Vezzano per poi entrare a Trento dove ha termine.
Nel 1989, conseguentemente alla classificazione della circonvallazione ovest di Trento nel tracciato della strada statale 12 dell'Abetone e del Brennero e alla realizzazione del nuovo svincolo con questa presso il ponte San Giorgio, la parte finale, di percorrenza urbana, viene declassificata e ceduta al comune di Trento.
In seguito al decreto legislativo 2 settembre 1997, nº 320, dal 1º luglio 1998, la gestione del tratto Riva del Garda - Trento è passata dall'ANAS alla Provincia autonoma di Trento. Quest'ultima ha lasciato la classificazione e la sigla di statale (SS) alla strada, in quanto essa rimane di proprietà statale. In seguito invece al decreto legislativo n. 112 del 1998, dal 2001, la gestione del tratto Cremona - Brescia è passata dall'ANAS alla Regione Lombardia, che ha ulteriormente devoluto le competenze alla Provincia di Cremona e alla Provincia di Brescia; queste hanno denominato la strada come provinciale, perché in Lombardia non esiste la classificazione di strada regionale. Il rimanente tratto, da Rezzato a Limone sul Garda, è invece rimasto all'ANAS.

## Dettagli
Nella tratta a sud (da Castenedolo a Roè Volciano), allo svincolo di Mazzano è presente una via a nord della rotonda che serviva a saltare la rotonda. Questa venne chiusa con l’aggiunta del guardrail da entrambi i lati.

### Le gallerie

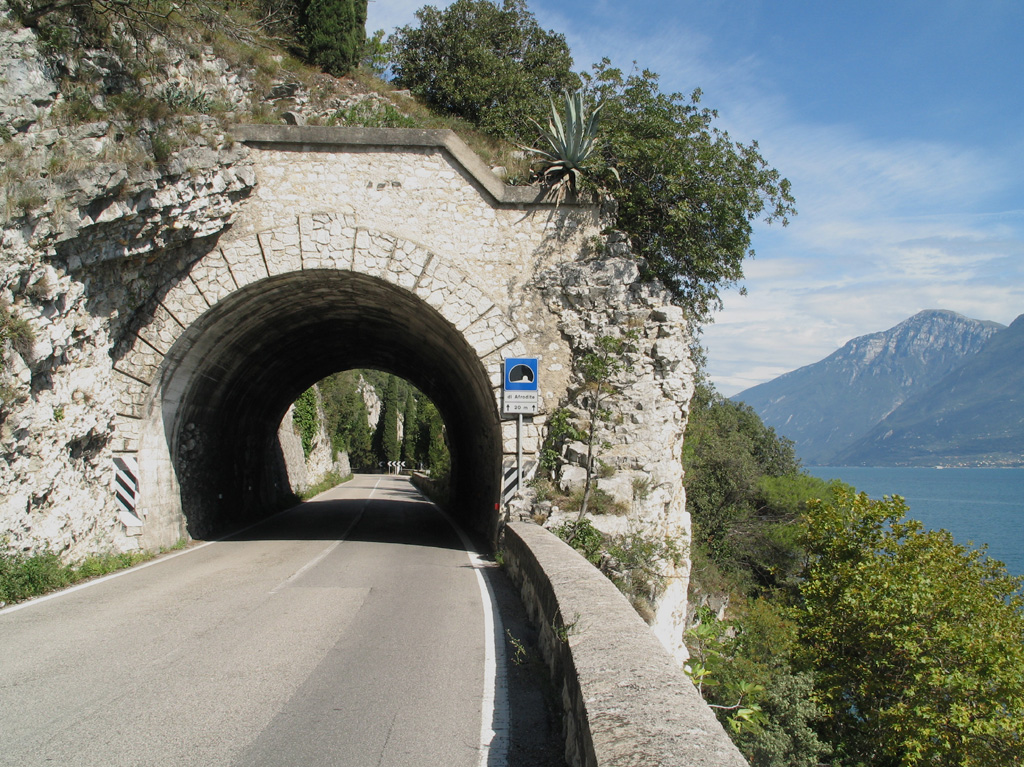
Tunnel presso Gargnano

Negli ultimi anni della Seconda guerra mondiale nelle gallerie della Gardesana furono trasferite alcune fabbriche d'armi con lo scopo di preservarle da un eventuale bombardamento alleato.
Negli anni sessanta le gallerie furono allargate, per sostenere meglio il volume del traffico crescente. Successivamente, a causa del ripetersi di eventi franosi, alcuni tratti sono stati abbandonati e sostituiti da nuove varianti in galleria (fra le quali quelle di Tremosine nel 1966, di Campione nel 1967, del Monte Sperone nel 2002 e di Punta Forbisicle nel 2009).
Il numero complessivo dei tunnel esistenti oggi sul tratto da Gargnano a Riva del Garda è inferiore rispetto a quello del tracciato originario (settanta, per complessivi 7 km. e 182 metri). Tuttavia, la loro maggiore lunghezza, in confronto a quelli costruiti inizialmente, fa sì che gli automobilisti percorrano buona parte di questo tratto a cielo chiuso.
Le gallerie abbandonate e i tratti dismessi, ormai privi di segnaletica, continuano a essere visibili nelle vicinanze di quelli nuovi. Grazie alle sollecitazioni di alcuni comitati locali, è allo studio l'ipotesi di metterli in sicurezza e utilizzarli come percorsi ciclabili e pedonali.
Le gallerie abbandonate nel 1967 in località Largo dei Minatori, nei pressi del porto di Tremosine, sono diventate la sede del nuovo depuratore consortile di Tremosine e Limone.

## Strada statale 45 bis/dir del Vittoriale
L'ex strada statale 45 bis/dir del Vittoriale (SS 45 bis/dir), ora strada provinciale BS 45 bis/dir del Vittoriale (SP BS 45 bis/dir), è una strada provinciale che collega il Vittoriale degli Italiani, residenza museo di Gabriele D'Annunzio, alla strada statale 45 bis Gardesana Occidentale. La strada interessa l'abitato di Gardone Riviera di cui collega il centro del paese alla frazione Gardone di Sopra.
In seguito invece al decreto legislativo n. 112 del 1998, dal 2001, la gestione è passata dall'ANAS alla Regione Lombardia, che ha ulteriormente devoluto le competenze alla Provincia di Cremona ed alla Provincia di Brescia; quest'ultima ha denominato la strada come provinciale (SP BS 45bis dir), perché in Lombardia non esiste la classificazione di strada regionale. Il tratto da Rezzato fino a Limone sul Garda è invece rimasto di competenza di ANAS.